# Marek Koczwara
Marek Leszek Koczwara (ur. 27 czerwca 1953 w Mrągowie) – polski polityk, menedżer, poseł na Sejm I kadencji.

## Życiorys
W 1996 ukończył studia w Wyższej Szkole Pedagogicznej w Bydgoszczy.
Pracował w WSS Społem, w drugiej połowie lat 80. prowadził zakład fotograficzny. W 1980 wstąpił do „Solidarności”. W stanie wojennym współpracował z niejawnymi strukturami związku, był internowany od września do grudnia 1982.
Należał do założycieli Kongresu Liberalno-Demokratycznego. Był przewodniczącym struktur tej partii w województwie bydgoskim i wiceprzewodniczącym zarządu głównego. Od 1991 do 1993 z ramienia KLD sprawował mandat posła na Sejm z okręgu bydgoskiego. Zasiadał w Komisji Odpowiedzialności Konstytucyjnej, Komisji Odpowiedzialności Narodowej i Komisji Łączności z Polakami za Granicą. W 1993 bez powodzenia ubiegał się o reelekcję. Należał później do Unii Wolności, z której wystąpił w 2001, popierając powstanie Platformy Obywatelskiej.
Od lat 90. pełnił funkcje kierownicze w różnych spółkach prawa handlowego. Był zawodowo związany ze spółką akcyjną RUCH. Kierował jej oddziałem bydgoskim, a w 2006 został pełnomocnikiem zarządu we Wrocławiu.